# Saint-Bérain-sur-Dheune
Pour les articles homonymes, voir Saint-Bérain (homonymie).
Saint-Bérain-sur-Dheune est une commune française située dans le département de Saône-et-Loire, en région Bourgogne-Franche-Comté.

## Géographie

### Hydrographie
Saint-Bérain est située sur la Dheune, que longe le canal du Centre.

### Climat
Pour des articles plus généraux, voir Climat de la Bourgogne-Franche-Comté et Climat de Saône-et-Loire.
En 2010, le climat de la commune est de type climat océanique dégradé des plaines du Centre et du Nord, selon une étude du Centre national de la recherche scientifique s'appuyant sur une série de données couvrant la période 1971-2000. En 2020, Météo-France publie une typologie des climats de la France métropolitaine dans laquelle la commune est exposée à un climat océanique altéré et est dans la région climatique Bourgogne, vallée de la Saône, caractérisée par un bon ensoleillement (1 900 h/an), un été chaud (18,5 °C), un air sec au printemps et en été et des vents faibles.
Pour la période 1971-2000, la température annuelle moyenne est de 11 °C, avec une amplitude thermique annuelle de 17,6 °C. Le cumul annuel moyen de précipitations est de 808 mm, avec 11,4 jours de précipitations en janvier et 7,5 jours en juillet. Pour la période 1991-2020, la température moyenne annuelle observée sur la station météorologique de Météo-France la plus proche, « St-Maurice-lès-Couches_sapc », sur la commune de Saint-Maurice-lès-Couches à 6 km à vol d'oiseau, est de 11,5 °C et le cumul annuel moyen de précipitations est de 803,5 mm. 
La température maximale relevée sur cette station est de 40,4 °C, atteinte le 12 août 2003 ; la température minimale est de −16,7 °C, atteinte le 20 décembre 2009,,.
Les paramètres climatiques de la commune ont été estimés pour le milieu du siècle (2041-2070) selon différents scénarios d'émission de gaz à effet de serre à partir des nouvelles projections climatiques de référence DRIAS-2020. Ils sont consultables sur un site dédié publié par Météo-France en novembre 2022.

## Urbanisme

### Typologie
Au 1er janvier 2024, Saint-Bérain-sur-Dheune est catégorisée commune rurale à habitat dispersé, selon la nouvelle grille communale de densité à sept niveaux définie par l'Insee en 2022.
Elle est située hors unité urbaine. Par ailleurs la commune fait partie de l'aire d'attraction du Creusot, dont elle est une commune de la couronne,. Cette aire, qui regroupe 22 communes, est catégorisée dans les aires de moins de 50 000 habitants,.

### Occupation des sols
L'occupation des sols de la commune, telle qu'elle ressort de la base de données européenne d’occupation biophysique des sols Corine Land Cover (CLC), est marquée par l'importance des territoires agricoles (69,6 % en 2018), une proportion identique à celle de 1990 (69,6 %). La répartition détaillée en 2018 est la suivante : prairies (59,2 %), forêts (28,1 %), zones agricoles hétérogènes (7,5 %), terres arables (2,9 %), zones urbanisées (2,3 %). L'évolution de l’occupation des sols de la commune et de ses infrastructures peut être observée sur les différentes représentations cartographiques du territoire : la carte de Cassini (XVIIIe siècle), la carte d'état-major (1820-1866) et les cartes ou photos aériennes de l'IGN pour la période actuelle (1950 à aujourd'hui).

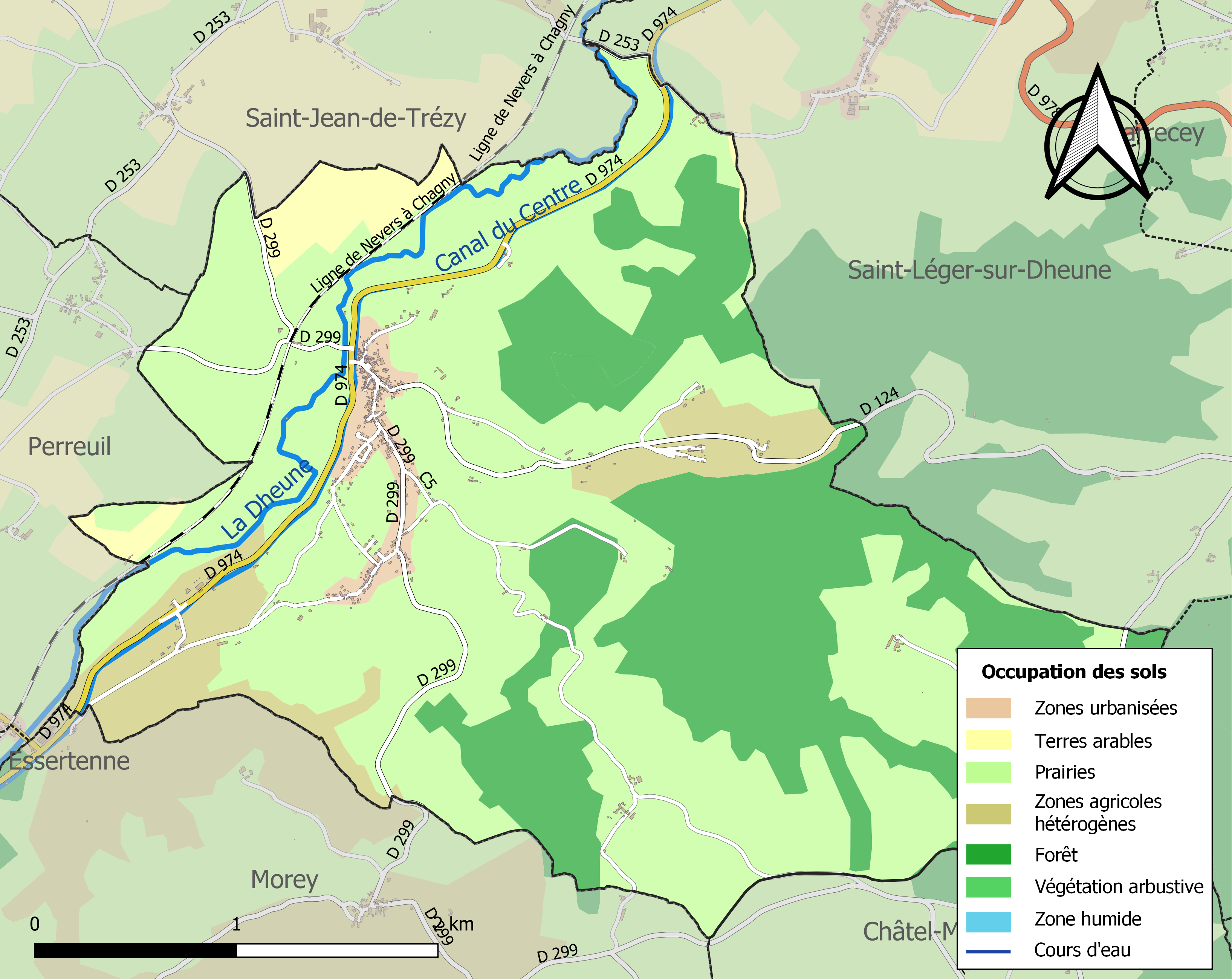
Carte des infrastructures et de l'occupation des sols de la commune en 2018 (CLC).

## Histoire
Le 14 août 1474, noble homme Jehan Du Vergier tient une part de la seigneurie de La Mothe-des-Prés, sise à Saint-Bérain, à cause du châtel de Montcenis.
Au cours de la Révolution française, la commune porta provisoirement les noms de Bérain-la-Dheune et de La Motte-sur-Dheune.
Lors de la Seconde Guerre mondiale, le 7 septembre 1944, un train blindé allemand, le « SCARABEÜS » qui se repliait vers l'Allemagne va connaitre son agonie sur la commune de Saint-Bérain-sur-Dheune. Capturé et anéanti par le principal acteur de ce fait d’arme, le peloton du lieutenant Christian d'Anthoines des Brunes, du 9e RCA. Ce train formidablement armé fut immobilisé, tout en coupant la liaison de chemin de fer à cinq trains comprenant 5 locomotives et un total de 181 wagons de marchandise transport de troupe chargés de personnel et d'un matériel abondant de toute sorte (armement, vivres, habillement, véhicules, etc.) et équipés de wagons plate-forme chargés de canons de DCA C'est ce train blindé qui servit à tourner La Bataille du rail, film qui est donc une fiction trahissant l'HISTOIRE et effaçant totalement l'action de la[non neutre] PREMIÈRE ARMÉE.

## Politique et administration

### Listes des maires
| Période                                  | Période   | Identité            | Étiquette | Qualité |
| ---------------------------------------- | --------- | ------------------- | --------- | ------- |
| mars 2001                                | mars 2008 | Marie-Thérèse Chavy |           |         |
| mars 2008                                | en cours  | Éric Rebillard      |           |         |
| Les données manquantes sont à compléter. |           |                     |           |         |

### Canton et intercommunalité
La commune fait partie du Grand Chalon.

## Population et société

### Démographie

#### Évolution démographique
L'évolution du nombre d'habitants est connue à travers les recensements de la population effectués dans la commune depuis 1793. Pour les communes de moins de 10 000 habitants, une enquête de recensement portant sur toute la population est réalisée tous les cinq ans, les populations de référence des années intermédiaires étant quant à elles estimées par interpolation ou extrapolation. Pour la commune, le premier recensement exhaustif entrant dans le cadre du nouveau dispositif a été réalisé en 2005.

En 2022, la commune comptait 542 habitants, en évolution de −2,52 % par rapport à 2016 (Saône-et-Loire : −1,06 %, France hors Mayotte : +2,11 %).
| 1793 | 1800 | 1806 | 1821 | 1831 | 1836 | 1841  | 1846 | 1851 |
| ---- | ---- | ---- | ---- | ---- | ---- | ----- | ---- | ---- |
| 518  | 533  | 608  | 617  | 668  | 940  | 1 064 | 960  | 891  |

| 1856 | 1861  | 1866  | 1872  | 1876  | 1881  | 1886  | 1891  | 1896  |
| ---- | ----- | ----- | ----- | ----- | ----- | ----- | ----- | ----- |
| 815  | 1 201 | 1 139 | 1 180 | 1 306 | 1 360 | 1 366 | 1 154 | 1 117 |

| 1901  | 1906 | 1911 | 1921 | 1926 | 1931 | 1936 | 1946 | 1954 |
| ----- | ---- | ---- | ---- | ---- | ---- | ---- | ---- | ---- |
| 1 024 | 692  | 794  | 974  | 872  | 705  | 726  | 732  | 676  |

| 1962 | 1968 | 1975 | 1982 | 1990 | 1999 | 2005 | 2006 | 2010 |
| ---- | ---- | ---- | ---- | ---- | ---- | ---- | ---- | ---- |
| 680  | 623  | 542  | 453  | 446  | 499  | 552  | 557  | 577  |

| 2015 | 2020 | 2022 | - | - | - | - | - | - |
| ---- | ---- | ---- | - | - | - | - | - | - |
| 558  | 553  | 542  | - | - | - | - | - | - |

### Cultes
- Église paroissiale.

## Culture locale et patrimoine

### Lieux et monuments

#### Religieux

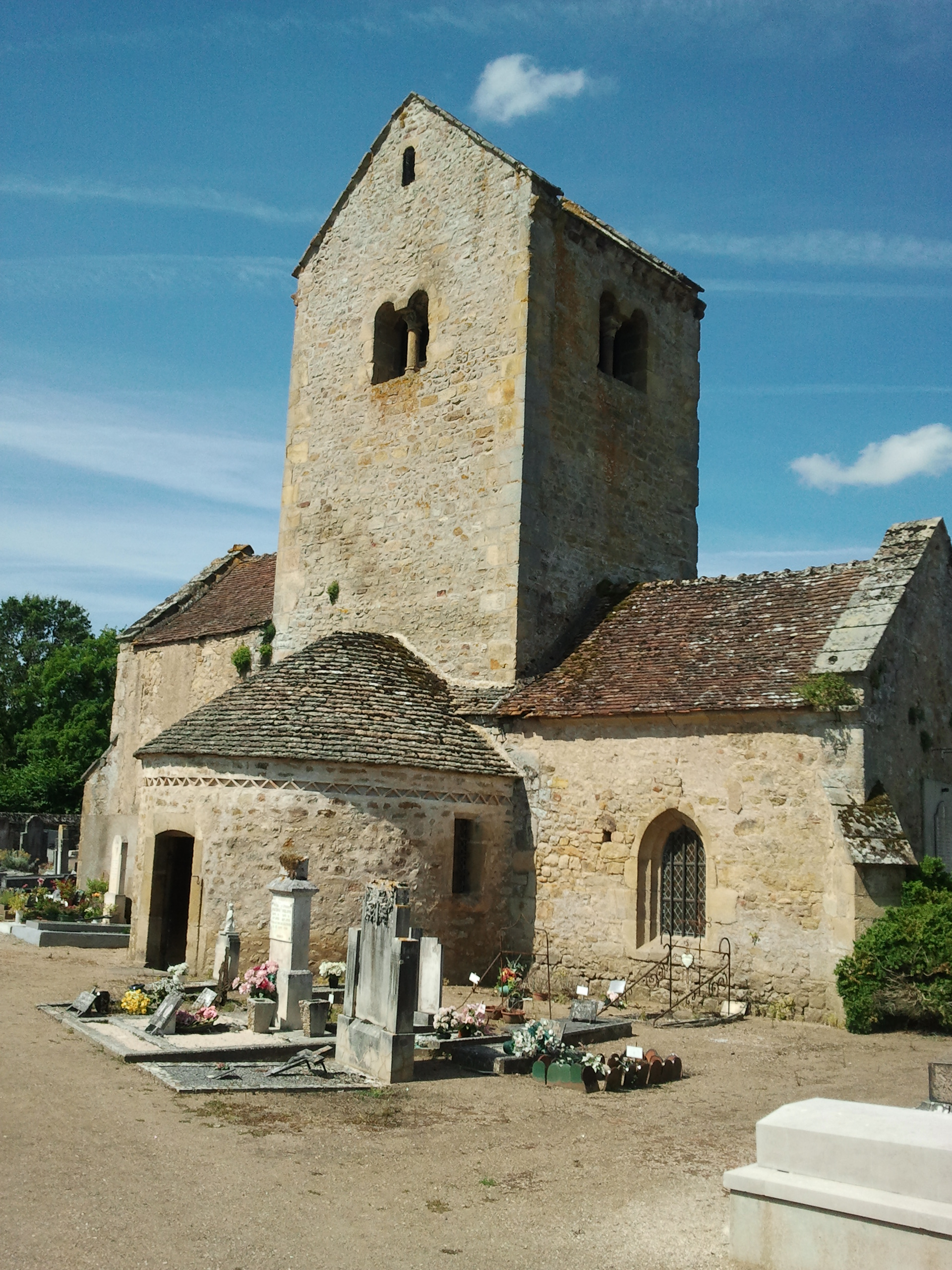
Chapelle du cimetière (XVIIe siècle).

- Cimetière de Saint-Bérain-sur-Dheune.

#### Civils
- Château de la Motte-sur-Dheune.

### Personnalités liées à la commune
Sont attachés à l'histoire de Saint-Bérain-sur-Dheune :
- Sébastien Pocheron, né le 12 janvier 1745 à Saint-Bérain-sur-Dheune (et décédé le 6 décembre 1826 à Sampigny-lès-Maranges), prêtre qui fut élu pour siéger aux Etats-Généraux de 1789 et devint député de l'Assemblée constituante ;
- Antoine Pocheron, né à Saint-Bérain-sur-Dheune le 10 décembre 1821, qui dirigea la verrerie de Souvigny (Allier) et celle de Givors (Rhône), et fut l'inventeur d'un four de cuisson de verrerie sans pots ni creusets (breveté en 1866)[20].

### Héraldique
| Blason de Saint-Bérain-sur-Dheune | Blason  | De gueules à la bande d'or chargée d'une péniche de sable, accompagnée en chef d'un four de verrerie aussi d'or maçonné aussi de sable, ouvert du champ et en pointe d'un boisement de mine aussi d'or ouvert de sable. |
| Blason de Saint-Bérain-sur-Dheune | Détails | Le statut officiel du blason reste à déterminer. |

## Pour approfondir